# Formiguer de Bertoni
El formiguer de Bertoni (Drymophila rubricollis) és una espècie d'ocell de la família dels tamnofílids (Thamnophilidae).

## Hàbitat i distribució
Viu entre la malesa del bosc, a les muntanyes costaneres del sud-est del Brasil, nord-est del Paraguai i nord-est de l'Argentina.